# Gachsaran (Verwaltungsbezirk)
Gachsaran (persisch شهرستان گچساران) ist ein Schahrestan in der Provinz Kohgiluye und Boyer Ahmad im Iran. Er enthält die Stadt Dogonbadan, welche die Hauptstadt des Verwaltungsbezirks ist.

## Demografie
Bei der Volkszählung 2016 betrug die Einwohnerzahl des Schahrestan 124.096. Die Alphabetisierung lag bei 89 Prozent der Bevölkerung. Knapp 78 Prozent der Bevölkerung lebten in urbanen Regionen.
| Zensusjahr | Einwohnerzahl |
| ---------- | ------------- |
| 2011       | 119.217       |
| 2016       | 124.096       |

## Wirtschaft
Der Verwaltungsbezirk zählt zu den Zentren der Erdölförderung im Iran.